# Alticola strelzowi
Alticola strelzowi är en däggdjursart som först beskrevs av Nikolai Feofanovich Kastschenko 1899.  Alticola strelzowi ingår i släktet asiatiska bergssorkar och familjen råttdjur. IUCN kategoriserar arten globalt som livskraftig. Inga underarter finns listade i Catalogue of Life.
Arten blir 104 till 135 mm lång (huvud och bål), har en 33 till 47 mm lång svans och 19 till 22 mm långa bakfötter. På ovansidan förekommer ofta gråbrun päls men den kan även ha en varierande färg. Undersidan är täckt av ljusgrå päls. Svansen är allmänt vit, ibland med en ljusbrun skugga på ovansidan. På toppen av händer och fötter finns vit päls.
Denna gnagare förekommer i Altajbergen i Ryssland och i angränsande regioner av Kazakstan, Kina och Mongoliet. Den vistas mellan 400 och 3000 meter över havet. Habitatet utgörs av skogar, buskskogar och ängar med klippig mark.
Individerna är aktiva på dagen och bildar kolonier. De äter gröna växtdelar och frön samt mycket sällan smådjur. Alticola strelzowi lagrar förråd i boet före vintern. Honor föder två kullar per år och i varmare områden ibland tre kullar. Per kull föds 5 till 11 ungar.